# Vincenzo Trucco
Vincenzo Trucco (ur. w Mediolanie) – włoski kierowca wyścigowy.

## Kariera
W swojej karierze Trucco startował głównie we Włoszech, w wyścigach takich jak Targa Florio. W Targa Florio Włoch świętował zwycięstwo w sezonie 1908. W 1913 roku Trucco wystartował w wyścigu Indianapolis 500 zaliczanym do mistrzostw AAA Championship Car. W samochodzie Isotta Fraschini doszło jednak do wycieku gazu na 39. okrążeniu.
Trucco był przyjacielem Alfieriego Maserati, z którym opatentowali świecę zapłonową.